# ماريو كونتي
ماريو كونتي (3 يناير 1935 إيطاليا - ) هو لاعب كرة قدم إيطالي يلعب كلاعب وسط.